# Lista odcinków serialu anime Log Horizon
Artykuł zawiera listę wszystkich wyemitowanych odcinków telewizyjnego serialu anime Log Horizon, opracowanego na podstawie serii light novel napisanej przez Mamare Tōno.
25-odcinkowy serial anime, wyprodukowany przez studio Satelight, był emitowany na antenie NHK Educational TV od 5 października 2013 do 22 marca 2014. Za produkcję sezonu drugiego odpowiadało Studio Deen. Jego emisja rozpoczęła się 4 października 2014 i zakończyła 28 marca 2015, licząc 25 odcinków. Trzeci sezon, zatytułowany Log Horizon: Entaku hōkai, był nadawany od 13 stycznia do 31 marca 2021.
W Polsce dwa pierwsze sezony są dostępne za pośrednictwem serwisu Canal+ online.

## Przegląd serii
| Sezon | Sezon | Odcinki | Premiera serii      | Finał serii   |
| ----- | ----- | ------- | ------------------- | ------------- |
|       | 1     | 25      | 5 października 2013 | 22 marca 2014 |
|       | 2     | 25      | 4 października 2014 | 28 marca 2015 |
|       | 3     | 12      | 13 stycznia 2021    | 31 marca 2021 |

## Lista odcinków

### Sezon 1 (2013–14)
| №  | #  | Tytuł                                                                         | Premiera             |
| -- | -- | ----------------------------------------------------------------------------- | -------------------- |
| 1  | 1  | Apokalipsa Dai saigai (大災害)                                                | 5 października 2013  |
| 2  | 2  | Starcie w Roka Roka no sōgū-sen (ロカの遭遇戦)                                | 12 października 2013 |
| 3  | 3  | Otchłań Palm Parumu no fukaki basho (パルムの深き場所)                        | 19 października 2013 |
| 4  | 4  | Ucieczka Dasshutsu (脱出)                                                     | 26 października 2013 |
| 5  | 5  | Powrót do Akiby Akiba e no kikan (アキバへの帰還)                             | 2 listopada 2013     |
| 6  | 6  | Determinacja Ketsui (決意)                                                    | 9 listopada 2013     |
| 7  | 7  | Półksiężyc Kuresento mūn (クレセントムーン)                                   | 16 listopada 2013    |
| 8  | 8  | Jadowity Okularnik Haraguro megane (腹ぐろ眼鏡)                               | 23 listopada 2013    |
| 9  | 9  | Obrady Okrągłego Stołu Entaku kaigi (円卓会議)                                | 30 listopada 2013    |
| 10 | 10 | Własnymi rękoma Sono-te ni tsukamitore (その手につかみとれ)                   | 7 grudnia 2013       |
| 11 | 11 | Zaproszenie z Eastal Īsutaru kara no shōtaijō (イースタルからの招待状)        | 14 grudnia 2013      |
| 12 | 12 | Las Laglandy Raguranda no mori (ラグランダの杜)                               | 21 grudnia 2013      |
| 13 | 13 | Tarcza i wolność Tate to jiyū (盾と自由)                                      | 28 grudnia 2013      |
| 14 | 14 | Rozłam Świata Wārudo furakushon (ワールドフラクション)                        | 4 stycznia 2014      |
| 15 | 15 | Atak Shūgeki (襲撃)                                                           | 11 stycznia 2014     |
| 16 | 16 | Powrót króla goblinów Goburin ō no kikan (ゴブリン王の帰還)                   | 18 stycznia 2014     |
| 17 | 17 | Leniwa, tchórzliwa księżniczka Taida de okubyō na himegimi (怠惰で臆病な姫君) | 25 stycznia 2014     |
| 18 | 18 | Korpus ekspedycyjny Ensei gun (遠征軍)                                        | 1 lutego 2014        |
| 19 | 19 | Ponownie w pogoni Ano senaka o oikake te (あの背中を追いかけて)               | 8 lutego 2014        |
| 20 | 20 | Kontrakt Keiyaku (契約)                                                       | 15 lutego 2014       |
| 21 | 21 | Walc dla dwojga Futari de warutsu o (ふたりでワルツを)                        | 22 lutego 2014       |
| 22 | 22 | Jaskółka i szpak Tsubame to hinamuku (つばめとひなむく)                       | 1 marca 2014         |
| 23 | 23 | Uczennica maga Mahōtsukai no deshi (魔法使いの弟子)                           | 8 marca 2014         |
| 24 | 24 | Zamęt Konran (混乱)                                                           | 15 marca 2014        |
| 25 | 25 | Festiwal Wagi Tenbin-sai (天秤祭)                                             | 22 marca 2014        |

### Sezon 2 (2014–15)
| №  | #  | Tytuł                                                                       | Premiera             |
| -- | -- | --------------------------------------------------------------------------- | -------------------- |
| 26 | 1  | Shiroe z Kraju Północy Kita no kuni no Shiroe (北の国のシロエ)              | 4 października 2014  |
| 27 | 2  | Banita i Mithrilowe Oczy Muhōmono to misuriru aizu (無法者とミスリルアイズ) | 11 października 2014 |
| 28 | 3  | Jama Otchłani Naraku no sandō (奈落の参道)                                  | 18 października 2014 |
| 29 | 4  | Podcięte skrzydła Hibiware ta tsubasa (ひび割れた翼)                        | 25 października 2014 |
| 30 | 5  | Wigilia Kurisumasu ibu (クリスマス・イブ)                                   | 1 listopada 2014     |
| 31 | 6  | Zagubione dziecię brzasku Yoake no mayoigo (夜明けの迷い子)                 | 8 listopada 2014     |
| 32 | 7  | Damy z Suifuu Suifū no otome-tachi (水楓の乙女たち)                         | 15 listopada 2014    |
| 33 | 8  | Rajd w Akibie Akiba reido (アキバレイド)                                    | 22 listopada 2014    |
| 34 | 9  | Zmienne pole bitwy Kawariyuku senjō (変わりゆく戦場)                        | 29 listopada 2014    |
| 35 | 10 | Mistrz gildii Girudo masutā (ギルドマスター)                                | 6 grudnia 2014       |
| 36 | 11 | Ponowna próba Ritorai (リトライ)                                            | 13 grudnia 2014      |
| 37 | 12 | Złoto Kunie Kunie no ōgon (供贄の黄金)                                      | 20 grudnia 2014      |
| 38 | 13 | Walentynkowa pułapka Ni-ten ichi yon amai wana (2.14 甘いワナ)              | 27 grudnia 2014      |
| 39 | 14 | Ruszaj na wschód, Kanami! Kanami, gō! īsuto! (カナミ、ゴー！イースト！)     | 10 stycznia 2015     |
| 40 | 15 | Wyprawa Tabidachi (旅立ち)                                                  | 17 stycznia 2015     |
| 41 | 16 | Wampir w świetle dnia Mahiru no kyūketsuki (真昼の吸血鬼)                   | 24 stycznia 2015     |
| 42 | 17 | Rycerze Odysei Odyusseia kishidan (オデュッセイア騎士団)                    | 31 stycznia 2015     |
| 43 | 18 | Chwile po występie Raibu ga hanetara (ライブがはねたら)                     | 7 lutego 2015        |
| 44 | 19 | Czerwona noc Akaki yoru (赤き夜)                                            | 14 lutego 2015       |
| 45 | 20 | Piosenka urodzinowa Bāsudei songu (バースデイ・ソング)                      | 21 lutego 2015       |
| 46 | 21 | Furkot skowronków Hibari-tachi no habataki (ひばりたちの羽ばたき)           | 28 lutego 2015       |
| 47 | 22 | Obcy Ihōjin (異邦人)                                                        | 7 marca 2015         |
| 48 | 23 | Isaac i Itherus Aizakku to Iserusu (アイザックとイセルス)                   | 14 marca 2015        |
| 49 | 24 | Sen ćmy Jōga no nemuri (常蛾の眠り)                                         | 21 marca 2015        |
| 50 | 25 | Pionierzy Kaitakusha-tachi (開拓者たち)                                     | 28 marca 2015        |

### Sezon 3 (2021)
| №  | #  | Tytuł                                  | Premiera         |
| -- | -- | -------------------------------------- | ---------------- |
| 51 | 1  | Reineshia no kekkon (レイネシアの結婚) | 13 stycznia 2021 |
| 52 | 2  | Akiba kōshaku (アキバ公爵)             | 20 stycznia 2021 |
| 53 | 3  | Hibiwareru entaku (ひびわれる円卓)     | 27 stycznia 2021 |
| 54 | 4  | Akiba sōsenkyo (アキバ総選挙)          | 3 lutego 2021    |
| 55 | 5  | Sorezore no shukufuku (それぞれの祝福) | 10 lutego 2021   |
| 56 | 6  | Tōgenkyō no sen-kun (桃源郷の仙君)     | 17 lutego 2021   |
| 57 | 7  | Noroi de wa naku (呪いではなく)        | 24 lutego 2021   |
| 58 | 8  | Saiko no koraishu (最古の古来種)       | 3 marca 2021     |
| 59 | 9  | Akogare (あこがれ)                     | 10 marca 2021    |
| 60 | 10 | Akiba no meikyū (アキバの迷宮)         | 17 marca 2021    |
| 61 | 11 | Shitsubō no tensai (失望の典災)        | 24 marca 2021    |
| 62 | 12 | Naichingēru no uta (夜啼鳥の唄)        | 31 marca 2021    |